# Himmerland Rundt 2014
Den 4. udgave af Himmerland Rundt blev afholdt den 3. maj 2014. Magnus Cort Nielsen vandt løbet, Rasmus Guldhammer blev nummer to og Søren Kragh Andersen blev nummer tre.